# Křečkov
Křečkov (deutsch Kretschkow) ist eine Gemeinde in Tschechien. Sie liegt vier Kilometer nördlich von Poděbrady und gehört zum Okres Nymburk.

## Geographie

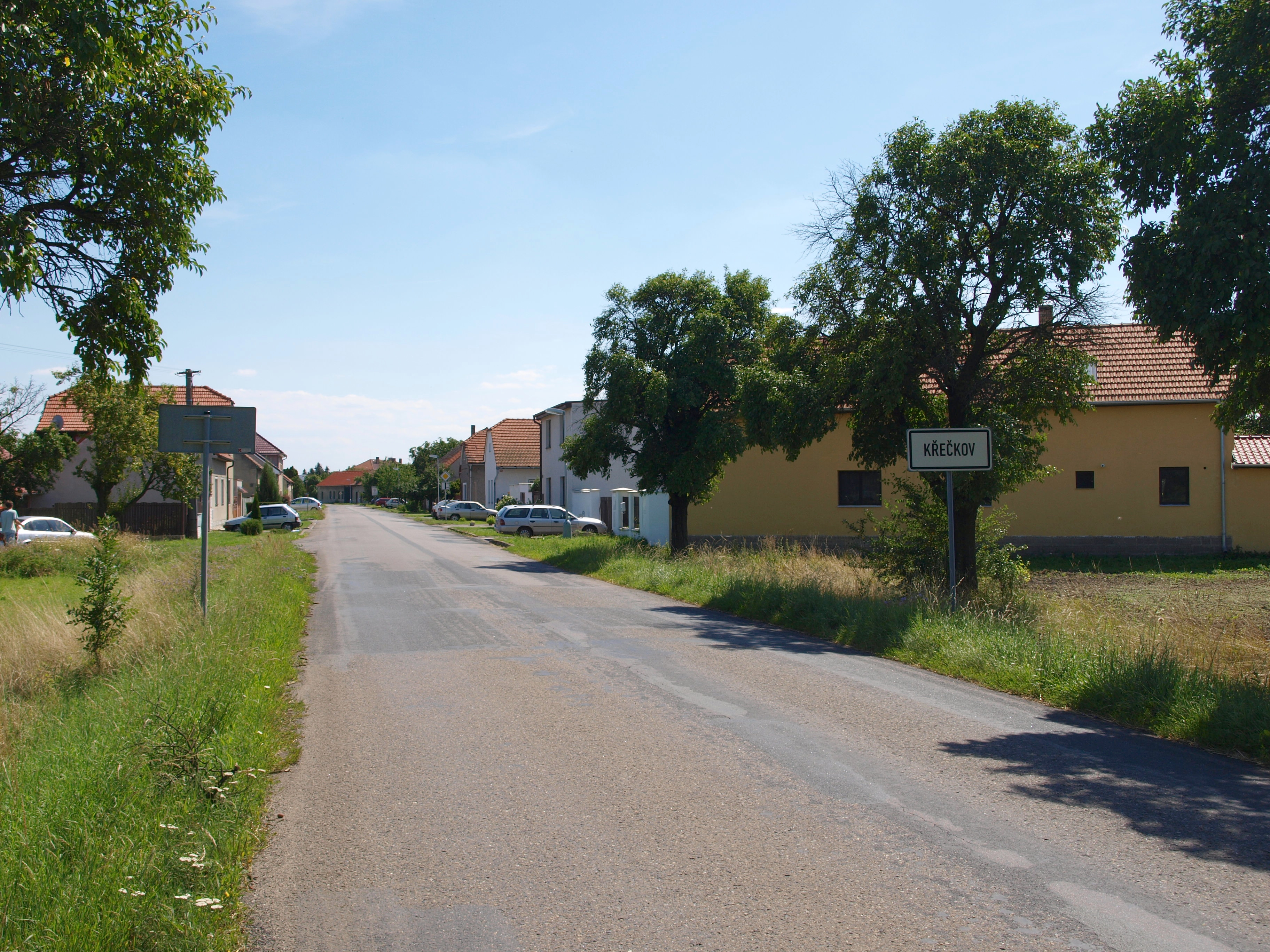
Ortseingang

Křečkov befindet sich am linken Ufer des Sánský kanál auf der Ostböhmischen Tafel. Östlich liegen die Blatowiesen und im Südwesten der Mineralbrunnen Poděbradka. Nordwestlich befindet sich der wüste Burgstall Buštěhrad.
Nachbarorte sind Rašovice im Norden, Kouty im Nordosten, Blato im Osten, Pátek im Südosten, Poděbrady-Žižkovo Předměstí, Koutecká Čtvrť, Malé Zboží und Velké Zboží im Süden, Chvalovice und Kovanice im Südwesten, Zálabí und Nymburk im Westen sowie Budiměřice im Nordwesten.

## Geschichte

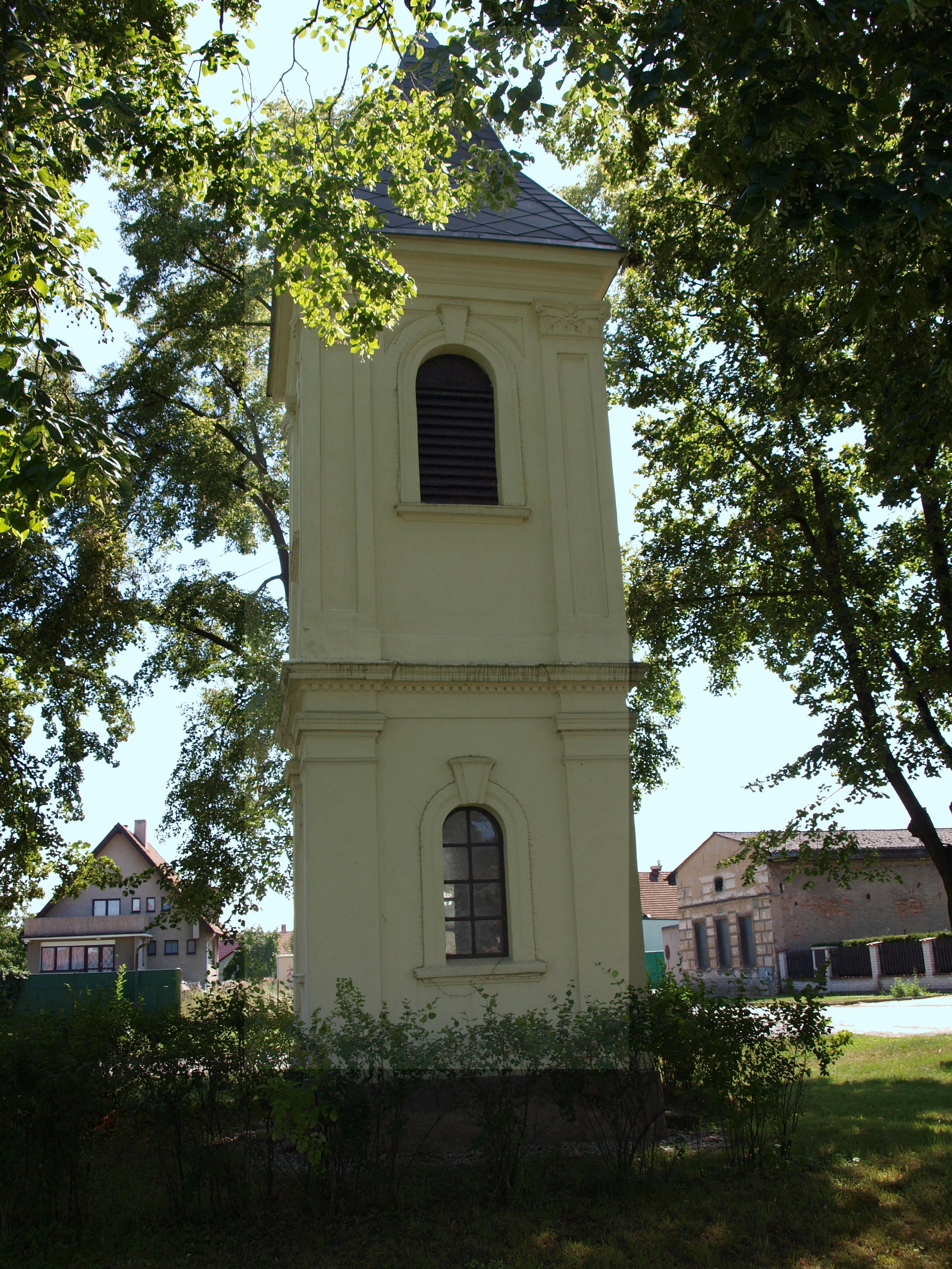
Kapelle

Die erste schriftliche Erwähnung des zur Podiebrader Herrschaft gehörigen Dorfes erfolgte 1345, als Hynek von Lichtenburg die Burg Podiebrad zum Lehn erhielt. Um 1450 entstand unter Georg von Podiebrad als Wasserzufuhr und Hauptzufluss für den der Herrschaft Poděbrady gehörigen Teich Bláto der Sánský kanál. Nördlich von Křečkov lag der herrschaftliche Borwald und am Bláto die Podiebrader Fasanerie.
Zum Ende des 18. Jahrhunderts erfolgte die Trockenlegung des östlich von Křečkov gelegenen größten böhmischen Fischteiches. Nach der Aufhebung der Patrimonialherrschaften bildete Křečkov mit dem Ortsteil Borek ab 1850 eine Gemeinde im Bezirk Poděbrady. 1930 erhielt der Sánský kanál ab Křečkov einen neuen Verlauf und wurde zur Mrlina hingeleitet. Zum 1. Januar 1961 kam die Gemeinde zum Okres Nymburk. Im Jahre 1983 entstand in Křečkov ein Wasserreservoir durch Ausbau des alten Dorf- und Badeteiches. Dabei stand auch der alte Trafoturm im Wege und wurde umgeworfen und zerlegt.

## Gemeindegliederung
Für die Gemeinde Křečkov sind keine Ortsteile ausgewiesen.

## Sehenswürdigkeiten
- Sánský kanál, Technisches Denkmal
- Kapelle, bis 1982 wurde beim Tode von Einwohnern die Totenglocke geläutet, das Glockengeläut wird seither per Schallplatte eingespielt.